# توره سن جیورجیو
توره سن جیورجیو (به ایتالیایی: Torre San Giorgio) یک کومونه در ایتالیا است که در استان کونیو واقع شده‌است.

## خصوصیات
توره سن جیورجیو ۵٫۴ کیلومترمربع مساحت و ۶۹۶ نفر جمعیت دارد و ۲۶۲ متر بالاتر از سطح دریا واقع شده‌است.